# Tau Ceti
Tau Ceti [ˌtaʊ ˈʦeːti] (τ Ceti, abgekürzt: τ Cet) ist ein 11,9 Lichtjahre entfernter gelber Hauptreihenstern (Spektralklasse G8) im Sternbild Walfisch. Von der Sonne aus gesehen ist er nach Alpha Centauri A der zweitnächste sonnenähnliche Stern.
Der Stern hat keinen traditionellen Eigennamen. Die Benennung „Tau Ceti“ ist eine Bezeichnung nach der Bayer-Klassifikation. Tau (τ) ist das 19. griechische Schriftzeichen, und „Ceti“ zeigt die Zugehörigkeit zum Sternbild Walfisch (lat. Cetus) an.
Tau Ceti ist mit freiem Auge als schwacher Stern dritter Größenklasse zu erkennen. Umgekehrt betrachtet wäre die Sonne von Tau Ceti aus etwas heller im Sternbild Bärenhüter zu sehen. Wie bei der Sonne sind die meisten Nachbarsterne schwache Rote M-Zwerge und von Tau Ceti aus mit freiem Auge nicht sichtbar. Der nächstgelegene Nachbar von Tau Ceti ist mit einem Abstand von 1,6 Lj YZ Ceti. Das zweitnächste Sternsystem, Luyten 726-8, ist 3,19 Lj entfernt.
Tau Ceti wurde immer wieder als Ziel für die Suche nach außerirdischer Intelligenz (SETI) anvisiert. Bislang wurden mit Hilfe astrometrischer Methoden und Beobachtung der Radialgeschwindigkeit vier Planeten mit der 1,75- bis 4-fachen Masse der Erde gefunden, zwei befinden sich womöglich in der habitablen Zone, und es gibt Anzeichen für die Existenz weiterer Planeten. Tau Ceti ist von mehr als zwölfmal so viel Staub umgeben wie die Sonne. Wegen dieser Staubscheibe, die auch Kometen und Asteroiden enthalten muss, sind die Planeten mehr Einschlägen ausgesetzt als die Erde. Obwohl dies eventuelles Leben stark beeinträchtigen würde, erweckte die Ähnlichkeit mit der Sonne weit verbreitetes Interesse.

## Physikalische Eigenschaften
Tau Ceti ist wahrscheinlich ein Einzelstern. In einem scheinbaren Abstand von 137 Bogensekunden (laut Messung im Jahr 2000) befindet sich allerdings ein lichtschwacher (13,1m) Stern, der gravitativ an Tau Ceti gebunden sein könnte.

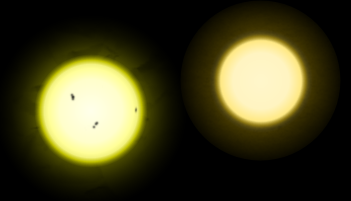
Die Sonne (links) ist sowohl größer als auch etwas heißer als der weniger aktive Tau Ceti (rechts, Illustration).

Tau Ceti gehört wie die Sonne der Spektralklasse G an, hat aber mit G8 einen etwas späteren Untertyp als die Sonne mit G2. Dieser geringe Unterschied kommt durch die gegenüber der Sonne etwas niedrigere Oberflächentemperatur von etwa 5070 °C (5344 ± 50 K) zustande. Beide Sterne sind Hauptreihensterne der Leuchtkraftklasse V. Folglich befinden sie sich in der stabilen Phase des Wasserstoffbrennens (Fusion von Wasserstoff zu Helium). Die Abweichungen der physikalischen Parameter zwischen Tau Ceti und der Sonne sind im Wesentlichen durch die unterschiedlichen Sternmassen bedingt. Das spiegelt sich auch in der Lage der Sterne zueinander auf der Hauptreihe wider. Die Masse von Tau Ceti beträgt etwa 0,77 Sonnenmassen. Daher wird der Stern etwa 12 Mrd. Jahre – somit eine Mrd. Jahre länger als die Sonne – in der Hauptreihe verweilen.
Die meisten Parameter der physikalischen Eigenschaften des Sterns wurden durch spektroskopische Messungen ermittelt. Durch den Abgleich des Spektrums mit Computermodellen der Sternentstehung und -entwicklung können Masse, Alter, Radius und Leuchtkraft des Sterns bestimmt werden. Darüber hinaus kann mit astronomischen Interferometern der Radius von Tau Ceti direkt und ziemlich genau gemessen werden. Es wird dabei eine lange Grundlinie genutzt, um sehr kleine Winkel (viel kleiner als bei herkömmlichen Teleskopen) auflösen zu können. Dadurch konnte der Radius von Tau Ceti zu 77,3 % (± 0,02 %) des Sonnenradius bestimmt werden. Dies ist in etwa die Größe, die für einen Stern mit 0,75 Sonnenmassen zu erwarten ist.

### Rotation
Die Rotationsdauer von Tau Ceti wurde durch periodische Veränderungen in den klassischen Absorptionslinien H und K des einfach ionisierten Calciums (Ca II) gemessen. Diese Linien werden durch die magnetische Aktivität an der Oberfläche beeinflusst, so dass die beobachtete Variationsperiode gleich der Zeitspanne ist, welche die aktiven Bereiche für eine volle Rotation um den Stern brauchen. Auf diese Weise wurde eine Rotationsdauer von 34 Tagen festgestellt.
Die Rotationsgeschwindigkeit eines Sternes beeinflusst aufgrund des Dopplereffekts die Breite der Absorptionslinien im Lichtspektrum. So kann durch Messung der Linienbreite die in Richtung der Sichtlinie liegende Komponente der Rotationsgeschwindigkeit geschätzt werden. Sie beträgt für Tau Ceti:
{\displaystyle v_{\text{eq}}\cdot \sin i\ \approx \ 1\,{\text{km/s}}}
Die Geschwindigkeit am Äquator ist {\displaystyle v_{\text{eq}}} und {\displaystyle i} gibt den (unbekannten) Neigungswinkel der Rotationsachse gegen die Sichtlinie an. Aus der Rotationsperiode und dem Radius von Tau Ceti ergibt sich die Äquatorgeschwindigkeit von 1 km/s, woraus der Inklinationswinkel {\displaystyle i} von etwa 42° abgeschätzt werden kann. Für einen typischen G8-Stern beträgt die Rotationsgeschwindigkeit etwa 2,5 km/s. Der relativ geringe Wert weist darauf hin, dass Tau Ceti der Erde einen seiner Pole zuwendet.
Die Breite der Absorptionslinien im Spektrum eines Sternes wird neben der Rotation auch durch die Druck-Verbreiterung (engl. pressure broadening) beeinflusst (siehe auch Spektrallinien). Die Strahlung, die von einem einzelnen Teilchen ausgesendet wird, kann durch die Gegenwart anderer Teilchen verändert werden (z. B. durch Stöße). Daher ist die Linienbreite des Lichtspektrums auch von dem Druck an der Oberfläche des Sterns abhängig. Der Druck wiederum hängt von der Temperatur und der Schwerkraft ab. Dieser Zusammenhang wurde verwendet, um die Schwerebeschleunigung an der Oberfläche von Tau Ceti zu bestimmen. Dieser Wert beträgt etwa g = 251 m/s2 und liegt damit sehr nahe bei dem entsprechenden Wert der Sonne (g = 272,7 m/s2).

### Metallizität
Die chemische Zusammensetzung eines Sterns liefert wichtige Hinweise zu seiner Entwicklung, insbesondere den Zeitpunkt seiner Entstehung. Das interstellare Medium von Staub und Gas, aus dem sich Sterne bilden, besteht hauptsächlich aus Wasserstoff und Helium mit Spuren von schwereren Elementen. Während ständig neue Sterne entstehen und vergehen, reichern sie das interstellare Medium kontinuierlich mit schwereren Elementen an. Daher tendieren jüngere Sterne dazu, höhere Anteile an schwereren Elementen in ihren Atmosphären aufzuweisen als die älteren. Diese schwereren Elemente werden von den Astronomen „Metalle“ genannt und der Anteil der Metalle wird als Metallizität bezeichnet. Die Metallizität eines Sterns wird durch das Verhältnis von Eisen (Fe) zu Wasserstoff (H) angegeben. Der Logarithmus des relativen Eisengehalts wird mit dem der Sonne verglichen. Im Fall von Tau Ceti beträgt die atmosphärische Metallizität etwa
{\displaystyle \left[{\frac {\mathrm {Fe} }{\mathrm {H} }}\right]=-0{,}52}
Das entspricht etwa einem Drittel (10−0,52) des Anteils in der Sonne. Ältere Messungen hatten Werte zwischen −0,13 und −0,60 ergeben.
Der niedrigere Anteil von Eisen weist darauf hin, dass Tau Ceti älter ist als die Sonne. Sein geschätztes Alter beträgt etwa 10 Mrd. Jahre. Das ist ein beträchtlicher Anteil am Alter des sichtbaren Universums. Zum Vergleich: Die Sonne ist nur 4,57 Mrd. Jahre alt.

### Leuchtkraft und Veränderlichkeit
Da die Leuchtkraft von Tau Ceti etwa 52 Prozent der Sonne beträgt, liegt die habitable Zone ungefähr zwischen 0,6 und 0,9 Astronomischen Einheiten (AE). Ein Planet müsste Tau Ceti in einem Abstand von weniger als 0,7 AE umkreisen, um die gleiche Strahlung wie die Erde im Sonnensystem zu erhalten. Das liegt knapp unter der Durchschnittsentfernung der Venus zur Sonne.
Die Chromosphäre – die Atmosphärenschicht unmittelbar über der lichtaussendenden Photosphäre – zeigt derzeit wenig bis gar keine magnetische Aktivität. Das weist auf einen stabilen Stern hin. Eine neunjährige Studie der Temperatur, der Granulation und der Chromosphäre zeigte keine systematischen Veränderungen. Emissionen in den H- und K-Linien des Ca II zeigten einen möglichen 11-Jahreszyklus. Dieser wäre verglichen mit dem der Sonne relativ schwach. Es wurde auch vermutet, dass der Stern sich in einem vorübergehenden Zustand niedriger Aktivität befindet, vergleichbar mit dem Maunder-Minimum, jener historischen sonnenfleckenarmen Periode, die mit der kleinen Eiszeit in Europa zusammenfiel.

### Staubscheibe
Die ungewöhnlich starke Strahlung, die das Tau-Ceti-System im fernen Infrarotbereich des Spektrums aussendet, deutet bereits darauf hin, dass der Stern von einer Staubscheibe umgeben ist. Die Staubpartikel werden von der Strahlung des Sterns erwärmt und geben dadurch wiederum selbst Wärmestrahlung im ferninfraroten Spektralbereich ab. 2004 konnte ein Team britischer Astronomen, unter Leitung von Jane Greaves, auf hoch aufgelösten Ferninfrarotaufnahmen mit dem James-Clerk-Maxwell-Teleskop auf dem Mauna Kea (Hawaiʻi) in der Tat eine flache Wolke aus −210 °C warmem Staub erkennen. Da die Staubteilchen durch den Strahlungsdruck des Sterns und andere Mechanismen in relativ kurzer Zeit aus dem System entfernt werden, kann eine solche Staubscheibe nur über einen längeren Zeitraum erhalten bleiben, wenn sie ständig durch Kollisionen zwischen schwereren Körpern aufgefüllt wird. Es handelt sich angesichts des Alters von Tau Ceti bei diesem Staub somit um den „Abrieb“ bereits bestehender größerer Körper (engl. debris disc) und nicht um den kurz nach der Sternentstehung vorhandenen Staub, aus dem sich Planeten und andere Körper erst noch bilden. Die Scheibe bildet eine symmetrische Struktur um den Stern und weist einen äußeren Radius von 55 AE auf. Das Ausbleiben infraroter Strahlung aus wärmeren Bereichen der Scheibe nahe Tau Ceti deutet auf eine zentrale Lücke mit einem Radius von 10 AE hin. Im Vergleich dazu erstreckt sich der Kuipergürtel des Sonnensystems von 30 bis 50 AE außerhalb der Umlaufbahn Neptuns.
Die Staubmenge in der Scheibe um Tau Ceti ist etwa zwölfmal so groß wie die des Kuipergürtels im Sonnensystem. Aufgrund dieses Anteils lässt sich folgern, dass sich in der Scheibe etwa 1,2 Erdmassen an größeren Objekten (> 10 km) befinden. Mit diesem Ergebnis wird die Hoffnung auf komplexes Leben im Tau-Ceti-System gedämpft, da Planeten dort 10-mal häufiger schwere Einschläge (Impakte) hinnehmen müssten als die Erde. Greaves bemerkte: „Es ist damit zu rechnen, dass [eventuelle Planeten] einem konstanten Bombardement durch Asteroiden ähnlich jenem ausgesetzt wären, das vermutlich die Dinosaurier ausgelöscht hat.“ Sollte allerdings ein Gasriese von der Größe Jupiters im System existieren, könnte er unter Umständen die Kometen und Asteroiden ablenken und so andere Planeten schützen.
Tau Ceti zeigt, dass Sterne mit zunehmendem Alter ihre Staubscheiben nicht verlieren müssen. Somit sind sonnenähnliche Sterne mit einer dicken Staubscheibe wahrscheinlich nicht ungewöhnlich. Dennoch ist nach gängigen Modellen mit einem allmählichen Staubverlust zu rechnen. Die Staubdichte in der Scheibe um Tau Ceti (4,4 bis 12 Mrd. Jahre alt) beträgt in Übereinstimmung mit den Modellen nur noch 1/20 der Staubdichte, die in der Scheibe seines jüngeren Nachbarn Epsilon Eridani (0,73 Mrd. Jahre alt) vorhanden ist. Die Sonne, die ihrem Alter nach (4,5 Mrd. Jahre) zwischen den beiden liegt, besitzt jedoch zu wenig Staub, um sich in die Reihe der beiden anderen einzufügen. Das könnte bedeuten, dass die Sonne hier eine Ausnahme darstellt. Möglicherweise zog an der Sonne in ihren jungen Jahren ein anderer Stern knapp vorbei und entriss ihr dabei die meisten Kometen und Asteroiden. Sterne mit ausgeprägter Geröllscheibe haben die Vorstellungen der Astronomen von Planetenentstehung verändert. Sterne mit Geröllscheibe, in der Staub andauernd durch Kollisionen erzeugt wird, scheinen geeignet zu sein, Planeten zu bilden.

## Bewegung
Tau Cetis Eigenbewegung (die quer zur Sichtlinie gerichtete Bewegungskomponente am Himmel) ist mit fast 2 Bogensekunden pro Jahr relativ hoch und damit bereits ein Indikator für einen relativ geringen Abstand zur Sonne. Wegen seiner Nähe kann die Entfernung des Sterns durch Messung seiner Parallaxe gut bestimmt werden – sie beträgt 274,18 ± 0,80 mas (milliarcsecond = ein Tausendstel einer Bogensekunde), das entspricht 11,9 Lichtjahren oder 3,65 Parsec. Damit liegt er an 23. Stelle in der Liste der nächsten Sterne.
Die Radialgeschwindigkeit (die Geschwindigkeitskomponente in Richtung der Sichtlinie des Beobachters) lässt sich im Gegensatz zur Eigenbewegung nicht direkt beobachten; sie muss durch Untersuchung des Spektrums bestimmt werden. Entfernt sich der Stern, verschieben sich aufgrund des Dopplereffekts die Absorptionslinien des Sternspektrums in Richtung größerer Wellenlängen. Analog verschieben sich die Linien zu kürzeren Wellenlängen, falls sich der Stern nähert. Tau Cetis Radialgeschwindigkeit beträgt etwa −16 km/s. Das negative Vorzeichen besagt, dass sich der Stern der Sonne nähert. Der Stern wird in 43.000 Jahren mit 10,6 Lj seine größte Annäherung zur Sonne erreicht haben.
Mit dem bekannten Abstand, der Eigenbewegung und der Radialgeschwindigkeit kann die Gesamtbewegung des Sterns errechnet werden. Es ergibt sich eine Raumgeschwindigkeit von 37 km/s relativ zur Sonne. Mit diesem Wert kann man die Umlaufbahn von Tau Ceti in der Milchstraße berechnen. Die Bahn hat eine für einen Stern der galaktischen Scheibe relativ hohe Exzentrizität von 0,22 und einen durchschnittlichen Abstand zum Zentrum der Galaxis von 32.000 Lj (9700 pc).
Die derzeitige Entfernung von Tau Ceti zum galaktischen Zentrum entspricht der der Sonne, 25.900 Lj (7940 pc).

## Suche nach Planeten und Leben
Ein Hauptfaktor, der das Interesse an der Erforschung Tau Cetis antreibt, sind seine sonnenähnlichen Eigenschaften und deren Bedeutung für mögliche Planeten und Leben. Diese Tatsache inspiriert seit Jahrzehnten die Science Fiction. Dass Tau Ceti ein Einzelstern ist, könnte einen Vorteil für die Planetenentstehung bedeuten, da die Planetenbildung nicht durch einen zweiten Stern gestört wird. Da der Stern schon so lange existiert, wäre für die Entstehung komplexen Lebens genug Zeit vorhanden gewesen.

### Suche nach Planeten
Bereits 1988 ergab eine Auswertung von langjährigen Messreihen der Astrometrie und der Radialgeschwindigkeit keine direkten Hinweise auf einen großen Begleiter (Hot Jupiter) in einer engen Umlaufbahn, schloss aber nur die Existenz von Begleitern mit einer Masse größer als 4,2 Jupitermassen aus. Bisherige Messungen der Radialgeschwindigkeit erreichten Genauigkeiten von 11 m/s über eine Zeitspanne von 5 Jahren und konnten die Existenz von „Hot Jupiters“ ausschließen. Ebenso können Planeten mit mehr als einer Jupitermasse und Umlaufzeiten von weniger als 15 Jahren ausgeschlossen werden. Zusätzlich wurde 1999 eine Untersuchung von nahen Sternen durch die „Wide Field and Planetary Camera“ des Hubble Space Teleskops abgeschlossen, die auch die Suche nach schwachen Begleitern von Tau Ceti umfasste. Bis zur Detektionsgrenze des Teleskops konnte jedoch keiner gefunden werden.
Das Fehlen von „Hot Jupiters“ innerhalb der Lebenszone ist möglicherweise eine wichtige Voraussetzung für die Existenz erdähnlicher Planeten, da „Hot Jupiters“ in einem sternnahen Orbit vermutlich keine stabilen Planetenbahnen zulassen würden. Auch der Nachweis der dicken Geröllscheibe erhöht die Wahrscheinlichkeit auf terrestrische Planeten. Andererseits haben statistische Untersuchungen ergeben, dass für Sterne mit geringerer Metallizität wie Tau Ceti die Wahrscheinlichkeit, Planeten zu besitzen, geringer ist.
Im Dezember 2012 gaben Astronomen bekannt, dass Radialgeschwindigkeitsdaten von Tau Ceti das Vorhandensein von fünf Planeten in dynamisch-stabilen Orbits andeuteten: Die drei inneren entdeckten Planeten Tau Ceti b, Tau Ceti c und Tau Ceti d besitzen mindestens 2, 3,1 und 3,6 Erdmassen und haben Umlaufzeiten von 13,9, 35,3 und 94,1 Tagen. Zwei weitere Planeten, Tau Ceti e und Tau Ceti f, besitzen Massen von mindestens 3,9 Erdmassen und könnten potentiell lebensfreundlich sein, da sie sich durch ihre Umlaufzeiten von 162 und 642 Tagen am jeweils inneren bzw. äußeren Rand der habitablen Zone des Sterns befinden.
2017 wurden weitere Untersuchungen veröffentlicht, welche die Existenz der beiden Planeten Tau Ceti e und f bestätigten, jedoch keine klaren Anzeichen für die Existenz der drei inneren Planeten fanden. Dafür entdeckte man mit hoher Signifikanz zwei weitere Planeten, nämlich Tau Ceti g und h. Die beiden neu entdeckten Planeten besitzen mindestens 1,75 und 1,83 Erdmassen und umkreisen den Stern in jeweils 20 und 49,4 Tagen.
2020 wurden in einer weiteren Arbeit anhand Beobachtungen anderer Planetensysteme dynamische Vorhersagen möglicher weiterer Planeten im System getroffen. Hierbei wurden drei Planeten vorhergesagt, deren Umlaufbahnen mit den inneren Planetenkandidaten b, c und d übereinstimmen, so dass deren tatsächliche Existenz belegt würde. Zudem wurde ein weiterer Planet mit einer Umlaufzeit von 270 bis 470 Tagen vorhergesagt, was einer Planetenbahn in Tau Cetis habitabler Zone entspricht und im Falle der tatsächlichen Existenz des Planeten lebensfreundliche Temperaturen ermöglichen würde.

### Suche nach Leben

#### Suche nach Indizien
In Zukunft könnten Teleskope wie das im Bau befindliche European Extremely Large Telescope mit noch höherer Auflösung nach atmosphärischem Wasser und lebensfreundlichen Temperaturen Ausschau halten. Leben sollte sich durch eine atmosphärische Zusammensetzung bemerkbar machen, die für anorganische Prozesse untypisch ist. Beispielsweise kann der hohe Sauerstoffgehalt der Erdatmosphäre als Indikator für Leben angesehen werden.

#### Suche nach intelligentem Leben
Das bislang am meisten zielgerichtete Suchprojekt war das Projekt Ozma, das 1960 für die Suche nach außerirdischer Intelligenz („Search for Extraterrestrial Intelligence“: SETI) Tau Ceti und Epsilon Eridani auf künstliche Radiosignale abhorchte. Es wurde von dem Astronomen Frank Drake geleitet, der die beiden Sterne wegen ihrer Nähe und Sonnenähnlichkeit als Ziele auswählte. Es wurden trotz 200 Beobachtungsstunden keine künstlichen Signale gefunden. Auch nachfolgende Versuche, Signale von Tau Ceti aufzufangen, verliefen bis heute erfolglos.
Diese fehlgeschlagenen Versuche haben jedoch die Anstrengungen nicht gedämpft, das Tau-Ceti-System weiter auf Biosignaturen zu untersuchen. 2002 erstellten die Astronominnen Margaret Turnbull und Jill Tarter unter der Schirmherrschaft von „Projekt Phoenix“ (einem SETI-Projekt) den „Catalog of Nearby Habitable Systems“ (HabCat). Diese Liste enthält mehr als 17.000 theoretisch bewohnbare Systeme, das sind etwa 10 Prozent der Sterne des zugrunde gelegten Hipparcos-Katalogs. Im darauffolgenden Jahr wählte Turnbull aus den 5000 Systemen, die der Katalog im Umkreis von 100 Lj. um die Sonne enthielt, die 30 meistversprechenden aus (unter anderem Tau Ceti). Diese Auswahl wird zur Arbeitsgrundlage für die Radio-Durchmusterungen mit dem Allen Telescope Array gehören. Turnbull wählte Tau Ceti auch in den Kreis der fünf geeignetsten Sterne, die mit dem Terrestrial Planet Finder untersucht werden sollten. Dieses Projekt wurde jedoch 2011 eingestellt.

## Tau Ceti in der Fiktion
Tau Ceti ist ein beliebter Schauplatz in der Science-Fiction. Bereits 1949 verwendete Lyon Sprague de Camp das System in seinem Roman The Queen of Zamba. In den folgenden Jahrzehnten tauchte Tau Ceti in den Werken zahlreicher Autoren auf, darunter Isaac Asimov, Robert A. Heinlein, Frank Herbert, Samuel R. Delany, Dan Simmons und Arthur C. Clarke.
1974 stellte Ursula K. Le Guin in ihrem Roman Planet der Habenichtse (The Dispossessed) einen politischen Konflikt zwischen einem Planeten und dessen Mond im Tau-Ceti-System dar – eine Konstellation, die als Allegorie auf irdische Gesellschaftssysteme gelesen werden kann. 1993 griff Michael McCollum das System in The Sails of Tau Ceti auf: In diesem Szenario hatte Tau Ceti Jahrhunderte zuvor eine Nova erlebt, und ein außerirdisches Schiff erreicht die Erde, um Hilfe für die Überlebenden zu erbitten.
Im Jahr 2015 wählte Kim Stanley Robinson Tau Ceti als Ziel einer Generationenraumschiff-Mission in seinem Roman Aurora. Da die tatsächlichen Exoplaneten des Systems als wenig lebensfreundlich gelten, ergänzte Robinson das System um fiktive, bewohnbare Monde.
In dem Roman Der Astronaut (Project Hail Mary) von Andy Weir dient das Planetensystem um Tau Ceti als Haupthandlungsort. Der von der Erde ausgesandte Wissenschaftler Ryland Grace untersucht den Stern, da dieser als einziger der erdnahen Systeme nicht von den sogenannten Astrophagen befallen ist. Außerdem stellt er dort den Erstkontakt mit einem intelligenten außerirdischen Wesen her, das aus demselben Grund von 40 Eridani dorthin gereist ist.